# Kapiteltakst
Kapitelstakst (eller kapiteltakst) er en årligt revideret prissætning for landbrugsvarer – særligt korn. Den er en slags middelpris, der har tjent til at fastsætte værdien af de naturalieydelser, som skulle erlægges til kirken. Oprindeligt ansatte domkapitlerne kapitelstaksten – deraf navnet. Derefter ansattes den af stiftøvrigheden og efter 1920 ved lov. Efter de omfattende kirkereformer i Danmark i begyndelsen af det 20. århundrede blev præstelønningerne lovreguleret, ensrettet og udbetalt i form af penge. Derfor har kapitelstaksten mistet sin praktiske betydning. For historieforskningen er kapitelstaksterne en god kilde til den langsigtede prisudvikling for landbrugsvarer og konjunkturudvikling.
I dag bruges en korrigeret kapitelstakst ofte til fastsættelse af forpagtningsafgift.